# Provincial Curicó Basquetbol
El Club Deportivo Provincial Curicó Básquetbol fue un club de básquetbol chileno con sede en la ciudad de Curicó, Región del Maule. Fue fundado en 2013 y jugaba en la División Mayor del Básquetbol de Chile.

## Historia
El club se funda en el año 2013, Boris Núñez, Técnico de Provincial Curicó Basquetbol y Reynaldo Iturriaga asistente encabezan este gran proyecto 2013 de volver a Curicó al basquetbol profesional,  y viene a llenar el vacío de todos los hinchas curicanos que les apasiona el basquetbol, tras la desaparición del antiguo equipo, Liceo de Curicó, quién participó en varias temporadas de la División Mayor del Básquetbol de Chile, desde 1983 hasta su desaparición en 1991.

## Uniforme
Primer uniforme: Camiseta y pantalón blanco con vivos rojos.

## Localía
El equipo hace de local en el Gimnasio Abraham Milad de Curicó, el centro deportivo más grande de la ciudad. Este recinto polideportivo cuenta con una capacidad para 4000 espectadores.
El Coliseo curicano se ubica en la calle O´Higgins con Montt. Este recinto contó con algunos problemas después del terremoto que azotó al país el año 2010, pero después de una serie de remodelaciones quedó en condiciones para poder ser ocupado en el torneo de básquetbol más importante de Chile.

## Plantilla
Plantilla inscrita para la Dimayor 2013:
| \| Pos. \| # \| Nac. \| Nombre \| Altura \| Peso \| \| ---- \| - \| ---- \| ------------------- \| --------------- \| --------------- \| \| B \| - \| \| Iturriaga, Cristian \| 1,84 m (6′ 0″) \| 80 kg (176 lb) \| \| AP \| - \| \| Morales, Nick \| 1,88 m (6′ 2″) \| 91 kg (200 lb) \| \| AP \| - \| \| Órdenes, Carlos \| 1,91 m (6′ 3″) \| 88 kg (194 lb) \| \| E \| - \| \| Durán, Gabriel \| 1,91 m (6′ 3″) \| 90 kg (198 lb) \| \| A \| - \| \| Caraboni, Giancarlo \| 1,87 m (6′ 2″) \| 92 kg (202 lb) \| \| AP \| - \| \| Contreras, Gustavo \| 1,94 m (6′ 4″) \| 88 kg (194 lb) \| \| B \| - \| \| Venegas, Victor \| 1,78 m (5′ 10″) \| 78 kg (172 lb) \| \| B \| - \| \| Quezada, Guillermo \| 1,82 m (6′ 0″) \| 78 kg (172 lb) \| \| E \| - \| \| Bustos, Rafael \| 1,75 m (5′ 9″) \| 73 kg (161 lb) \| \| P \| - \| \| Cofre, Antonio \| 1,80 m (5′ 11″) \| 78 kg (172 lb) \| \| P \| - \| \| Castillo, Leonardo \| 1,98 m (6′ 6″) \| 97 kg (213 lb) \| \| A \| - \| \| Morales, Sebastian \| 1,96 m (6′ 5″) \| 91 kg (200 lb) \| \| P \| - \| \| Araya, Mathias \| 1,91 m (6′ 3″) \| 106 kg (233 lb) \| \| A \| - \| \| Feng, Felipe \| 1,84 m (6′ 0″) \| 80 kg (176 lb) \| \| P \| - \| \| Muñoz, Sebastian \| 1,81 m (5′ 11″) \| 82 kg (180 lb) \| | Entrenador Principal - Cristián Santander Entrenador(es) Asistente(s) - Reynaldo Iturriaga Leyenda - (C) Capitán - (J) Juvenil - (*) Aclaración - Lesionado |                  |                     |                 |                 |
| Pos. | # | Nac.             | Nombre              | Altura          | Peso            |
| B | - | Bandera de Chile | Iturriaga, Cristian | 1,84 m (6′ 0″)  | 80 kg (176 lb)  |
| AP | - | Bandera de Chile | Morales, Nick       | 1,88 m (6′ 2″)  | 91 kg (200 lb)  |
| AP | - | Bandera de Chile | Órdenes, Carlos     | 1,91 m (6′ 3″)  | 88 kg (194 lb)  |
| E | - | Bandera de Chile | Durán, Gabriel      | 1,91 m (6′ 3″)  | 90 kg (198 lb)  |
| A | - | Bandera de Chile | Caraboni, Giancarlo | 1,87 m (6′ 2″)  | 92 kg (202 lb)  |
| AP | - | Bandera de Chile | Contreras, Gustavo  | 1,94 m (6′ 4″)  | 88 kg (194 lb)  |
| B | - | Bandera de Chile | Venegas, Victor     | 1,78 m (5′ 10″) | 78 kg (172 lb)  |
| B | - | Bandera de Chile | Quezada, Guillermo  | 1,82 m (6′ 0″)  | 78 kg (172 lb)  |
| E | - | Bandera de Chile | Bustos, Rafael      | 1,75 m (5′ 9″)  | 73 kg (161 lb)  |
| P | - | Bandera de Chile | Cofre, Antonio      | 1,80 m (5′ 11″) | 78 kg (172 lb)  |
| P | - | Bandera de Chile | Castillo, Leonardo  | 1,98 m (6′ 6″)  | 97 kg (213 lb)  |
| A | - | Bandera de Chile | Morales, Sebastian  | 1,96 m (6′ 5″)  | 91 kg (200 lb)  |
| P | - | Bandera de Chile | Araya, Mathias      | 1,91 m (6′ 3″)  | 106 kg (233 lb) |
| A | - | Bandera de Chile | Feng, Felipe        | 1,84 m (6′ 0″)  | 80 kg (176 lb)  |
| P | - | Bandera de Chile | Muñoz, Sebastian    | 1,81 m (5′ 11″) | 82 kg (180 lb)  |

| Pos. | # | Nac.             | Nombre              | Altura          | Peso            |
| ---- | - | ---------------- | ------------------- | --------------- | --------------- |
| B    | - | Bandera de Chile | Iturriaga, Cristian | 1,84 m (6′ 0″)  | 80 kg (176 lb)  |
| AP   | - | Bandera de Chile | Morales, Nick       | 1,88 m (6′ 2″)  | 91 kg (200 lb)  |
| AP   | - | Bandera de Chile | Órdenes, Carlos     | 1,91 m (6′ 3″)  | 88 kg (194 lb)  |
| E    | - | Bandera de Chile | Durán, Gabriel      | 1,91 m (6′ 3″)  | 90 kg (198 lb)  |
| A    | - | Bandera de Chile | Caraboni, Giancarlo | 1,87 m (6′ 2″)  | 92 kg (202 lb)  |
| AP   | - | Bandera de Chile | Contreras, Gustavo  | 1,94 m (6′ 4″)  | 88 kg (194 lb)  |
| B    | - | Bandera de Chile | Venegas, Victor     | 1,78 m (5′ 10″) | 78 kg (172 lb)  |
| B    | - | Bandera de Chile | Quezada, Guillermo  | 1,82 m (6′ 0″)  | 78 kg (172 lb)  |
| E    | - | Bandera de Chile | Bustos, Rafael      | 1,75 m (5′ 9″)  | 73 kg (161 lb)  |
| P    | - | Bandera de Chile | Cofre, Antonio      | 1,80 m (5′ 11″) | 78 kg (172 lb)  |
| P    | - | Bandera de Chile | Castillo, Leonardo  | 1,98 m (6′ 6″)  | 97 kg (213 lb)  |
| A    | - | Bandera de Chile | Morales, Sebastian  | 1,96 m (6′ 5″)  | 91 kg (200 lb)  |
| P    | - | Bandera de Chile | Araya, Mathias      | 1,91 m (6′ 3″)  | 106 kg (233 lb) |
| A    | - | Bandera de Chile | Feng, Felipe        | 1,84 m (6′ 0″)  | 80 kg (176 lb)  |
| P    | - | Bandera de Chile | Muñoz, Sebastian    | 1,81 m (5′ 11″) | 82 kg (180 lb)  |

## Datos del Club
- Temporadas en Libcentro: 1 (2013)

## Palmarés
- No tiene títulos.